# Sokół Równe
Sokół Równe – polski klub piłkarski z siedzibą w Równem. Rozwiązany w 1933.

## Historia
Piłkarska drużyna PTG Sokół została założona w Równem w 1921 roku. Klub posiadał boisko piłki nożnej obok dawnego zamku oraz dwa korty tenisowe. Zespół występował w mistrzostwach, organizowanych przez Lubelski OZPN. W 1926 Sokół reprezentował okręg w pierwszych rozgrywkach Pucharu Polski.
Od 1929, kiedy został utworzony Wołyński OZPN, występował w rozgrywkach polskiej wołyńskiej ligi okręgowej. 
Klub w 1930 grał w grupie eliminacyjnej dla mistrzów okręgówek, walczących w barażach o awans do I ligi, ale zajął ostatnie 3 miejsce.
Niestety, po osiągnięciu szczytu dla Sokoła nastąpił trudny okres. Już w 1931 roku swoich piłkarzy z Sokoła odwołał wojskowy i policyjny klub sportowy w Równem. W 1933 roku Sokół zaprzestał działalności, przekazując swoje funkcje klubowi Pogoń.

## Sukcesy
- ćwierćfinalista Pucharu Polski: 1926
- mistrz Wołyńskiego OZPN: 1930